# Knatsomita
Knatsomita (“all crazy dogs”), jedno od tajnih društava udruženja Ikunuhkahtsi (All Comrades) kod Piegan Indijanaca, plemena saveza Blackfoot. Sastojalo se od muškara starih oko 40 godina. Navodi ga George Bird Grinnell u Blackfoot Lodge Tales, 221, 1892.